# Han Dawei
Han Dawei (* 6. Oktober 1977) ist ein ehemaliger chinesischer Skilangläufer.

## Werdegang
Han startete international erstmals bei den Winter-Asienspielen 1999 in Gangwon und belegte dabei den 12. Platz über 15 km klassisch und den neunten Rang über 30 km Freistil. Seine beste Platzierung bei den Nordischen Skiweltmeisterschaften 2001 in Lahti war der 48. Platz über 30 km klassisch und bei den Olympischen Winterspielen 2002 in Salt Lake City der 51. Rang im Sprint. Bei den Winter-Asienspielen 2003 in der Präfektur Aomori gewann er mit der Staffel die Bronzemedaille und kam zudem auf den 11. Platz über 10 km klassisch. Seine besten Ergebnisse bei der Winter-Universiade 2005 in Seefeld in Tirol waren der 39. Platz über 10 km klassisch und der neunte Rang mit der Staffel und bei den Nordischen Skiweltmeisterschaften 2005 in Oberstdorf der 61. Platz im Sprint und der 17. Rang mit der Staffel. In der Saison 2005/06 lief er in Changchun sein erstes Weltcuprennen, welches er auf dem 35. Platz im Sprint beendete. Beim Saisonhöhepunkt, den Olympischen Winterspielen 2006 in Turin, nahm er am Skiathlonrennen teil, welches er aber vorzeitig beendete. In der folgenden Saison holte er in Changchun bei seinen dritten und damit letzten Weltcuprennen mit dem 28. Platz über 15 km Freistil seine einzigen Weltcuppunkte und belegte dort bei den Winter-Asienspielen 2007 den 12. Platz über 30 km Freistil.

## Teilnahmen an Weltmeisterschaften und Olympischen Winterspielen

### Olympische Spiele
- 2002 Salt Lake City: 51. Platz Sprint Freistil, 54. Platz 50 km klassisch, 56. Platz 15 km klassisch, 65. Platz 30 km Freistil Massenstart, 67. Platz 20 km Skiathlon
- 2006 Turin: DNF 30 km Skiathlon

### Nordische Skiweltmeisterschaften
- 2001 Lahti: 48. Platz 30 km klassisch, 59. Platz Sprint Freistil, 63. Platz 15 km klassisch, 73. Platz 20 km Skiathlon
- 2005 Oberstdorf: 17. Platz Staffel, 21. Platz Teamsprint Freistil, 61. Platz Sprint klassisch, 81. Platz 15 km Freistil